# Játék határok nélkül 1994
Az 1994-es Játék határok nélkül a sorozat 25. évada.
- Műsorvezetők: Geszler Dorottya és Gundel Takács Gábor
- Nemzeti bíró: Németh Lehel

## Részt vevő országok
- Svájc (CH): Rózsaszín
- Csehország (CZ): Narancssárga
- Wales (GB): Piros
- Görögország (GR): Sötétkék
- Magyarország (H): Sárga
- Olaszország (I): Világoskék
- Málta (M): Fehér
- Portugália (P): Világoszöld
- Szlovénia (SLO): Sötétzöld

## 1. elődöntő
- Helyszín: Batalha, Portugália
- Tematika: Az Aviz dinasztia

| Hely | Ország | Város           | Pont |
| ---- | ------ | --------------- | ---- |
| 1    | P      | Vila Real       | 83   |
| 2    | H      | Mosonmagyaróvár | 81   |
| 3    | CH     | Airolo          | 79   |
| 4    | CZ     | Bruntál         | 76   |
| 5    | SLO    | Rogaška Slatina | 67   |
| 6    | GB     | Llandeilo       | 66   |
| 7    | GR     | Joánina         | 65   |
| 8    | M      | Valletta        | 54   |
| 9    | I      | Sestriere       | 53   |

## 2. elődöntő
- Helyszín: Valletta, Málta
- Tematika: A sziget története

| Hely | Ország | Város                  | Pont |
| ---- | ------ | ---------------------- | ---- |
| 1    | H      | Százhalombatta         | 80   |
| 2    | CZ     | Ostrov nad Ohří        | 78   |
| 3    | CH     | Mendrisio              | 74   |
| 4    | P      | Vila Nova de Famalicão | 73   |
| 5    | GR     | Thessaloniki           | 72   |
| 6    | SLO    | Kanal ob Soči          | 71   |
| 7    | I      | Sassari                | 68   |
| 8    | M      | Birkirkara             | 45   |
| 9    | GB     | Bangor                 | 38   |

## 3. elődöntő
- Helyszín: Hradec Králové, Csehország
- Tematika: Pfeiff úr, a Komikus és művészete

| Hely | Ország | Város          | Pont |
| ---- | ------ | -------------- | ---- |
| 1    | H      | Cegléd         | 86   |
| 2    | CZ     | Hradec Králové | 83   |
| 3    | CH     | Centovalli     | 76   |
| 4    | P      | Loulé          | 73   |
| 5    | SLO    | Ljutomer       | 70   |
| 6    | GB     | Bala           | 61   |
| 7    | GR     | Kavala         | 60   |
| 8    | M      | Żurrieq        | 54   |
| 9    | I      | Noto           | 49   |

## 4. elődöntő
- Helyszín: Pécs, Magyarország
- Tematika: Magyar mítoszok és legendák

| Hely | Ország | Város          | Pont |
| ---- | ------ | -------------- | ---- |
| 1    | H      | Pécs           | 92   |
| 2    | CZ     | Česká Třebová  | 86   |
| 3    | P      | Mirandela      | 75   |
| 4    | CH     | Valle Verzasca | 67   |
| 5    | SLO    | Krško          | 63   |
| 6    | GB     | Rhyl           | 61   |
| 7    | I      | Rosolini       | 59   |
| 8    | GR     | Rodosz         | 58   |
| 9    | M      | Paola          | 48   |

- A 92 pontos eredménnyel Pécs csapata minden idők legmagasabb pontszámát szerezte a játék történetében.

## 5. elődöntő
- Helyszín: Róma, Olaszország
- Tematika: Róma történelme és legendái

| Hely | Ország | Város          | Pont |
| ---- | ------ | -------------- | ---- |
| 1    | H      | Salgótarján    | 90   |
| 2    | CH     | Olivone        | 85   |
| 3    | P      | Coimbra        | 81   |
| 4    | SLO    | Ajdovščina     | 76   |
| 5    | CZ     | Brno           | 67   |
| 6    | I      | Grottaferrata  | 61   |
| 7    | GR     | Agios Nikolaos | 60   |
| 8    | M      | Mosta          | 45   |
| 9    | GB     | Cardiff        | 40   |

## 6. elődöntő
- Helyszín: Batalha, Portugália
- Tematika: A "Nap útja"

| Hely | Ország | Város      | Pont |
| ---- | ------ | ---------- | ---- |
| 1    | SLO    | Bled       | 88   |
| 2    | GB     | Llangollen | 86   |
| 3    | H      | Győr       | 71   |
| 4    | CH     | Bellinzona | 70   |
| 4    | CZ     | Kyjov      | 70   |
| 4    | P      | Batalha    | 70   |
| 7    | GR     | Kerkyra    | 53   |
| 8    | I      | Policoro   | 51   |
| 9    | M      | Mdina      | 47   |

## 7. elődöntő
- Helyszín: Valletta, Málta
- Tematika: A Máltai Lovagrend

| Hely | Ország | Város       | Pont |
| ---- | ------ | ----------- | ---- |
| 1    | GB     | Abertawe    | 85   |
| 1    | P      | Setúbal     | 85   |
| 3    | CZ     | Příbram     | 78   |
| 4    | SLO    | Mengeš      | 71   |
| 5    | CH     | Giubiasco   | 68   |
| 6    | H      | Nagykanizsa | 62   |
| 7    | I      | Porto Tolle | 60   |
| 8    | GR     | Preveza     | 57   |
| 9    | M      | Birgu       | 51   |

## 8. elődöntő
- Helyszín: Porosz, Görögország
- Tematika: Odüsszeia, Odüsszeusz kalandjai

| Hely | Ország | Város               | Pont |
| ---- | ------ | ------------------- | ---- |
| 1    | P      | Águeda              | 85   |
| 2    | I      | Comacchio           | 82   |
| 3    | CZ     | Lipnice nad Sázavou | 78   |
| 4    | GR     | Poros               | 77   |
| 5    | CH     | Bassa Mesolcina     | 69   |
| 6    | H      | Sátoraljaújhely     | 65   |
| 7    | SLO    | Podčetrtek          | 55   |
| 8    | M      | Sliema              | 54   |
| 9    | GB     | Pontypridd          | 53   |

- Ez volt az az elődöntő, melynek forgatása az átlagos 3-4 óra helyett másnap reggelig tartott a sok technikai baki miatt.

## 9. elődöntő
- Helyszín: Ljubljana, Szlovénia
- Tematika: Szlovén legendák és hagyományok

| Hely | Ország | Város           | Pont |
| ---- | ------ | --------------- | ---- |
| 1    | GB     | Wrexham         | 87   |
| 2    | SLO    | Ljubljana       | 75   |
| 3    | P      | Moura           | 74   |
| 4    | CZ     | Jihlava         | 71   |
| 5    | H      | Kalocsa         | 69   |
| 6    | CH     | Valle Onsernone | 67   |
| 7    | GR     | Argostoli       | 66   |
| 7    | I      | Arezzo          | 66   |
| 9    | M      | Mellieħa        | 42   |

## 10. elődöntő
- Helyszín: Róma, Olaszország
- Tematika: Federico Fellini filmjei

| Hely | Ország | Város                                                      | Pont |
| ---- | ------ | ---------------------------------------------------------- | ---- |
| 1    | I      | Valle d'Aosta                                              | 91   |
| 2    | SLO    | Nova Gorica                                                | 87   |
| 3    | P      | Paços de Ferreira                                          | 80   |
| 4    | CH     | Valposchiavo                                               | 77   |
| 5    | H      | Hódmezővásárhely                                           | 75   |
| 6    | GB     | Llanfairpwllgwyngyllgogerychwyrndrobwllllantysiliogogogoch | 60   |
| 7    | CZ     | Těrlicko                                                   | 54   |
| 8    | GR     | Mytilini                                                   | 46   |
| 8    | M      | Gozo                                                       | 46   |

## Döntő
- Helyszín: Cardiff, Wales
- Tematika: Nyolcvan nap alatt a Föld körül

Az alábbi csapatok jutottak a döntőbe:
| Ország | Város         | Helyezés | Pont | Elődöntő |
| ------ | ------------- | -------- | ---- | -------- |
| CH     | Olivone       | 2        | 85   | 5        |
| CZ     | Česká Třebová | 2        | 86   | 4        |
| GB     | Wrexham       | 1        | 87   | 9        |
| GR     | Poros         | 4        | 77   | 8        |
| H      | Pécs          | 1        | 92   | 4        |
| I      | Valle d'Aosta | 1        | 91   | 10       |
| M      | Valletta      | 8        | 54   | 1        |
| P      | Setúbal       | 1        | 85   | 7        |
| SLO    | Bled          | 1        | 88   | 6        |

Döntő eredménye
| Hely | Ország | Város         | Pont |
| ---- | ------ | ------------- | ---- |
| 1    | CZ     | Česká Třebová | 90   |
| 2    | GB     | Wrexham       | 89   |
| 3    | CH     | Olivone       | 74   |
| 4    | I      | Valle d'Aosta | 66   |
| 5    | GR     | Poros         | 65   |
| 6    | SLO    | Bled          | 61   |
| 7    | H      | Pécs          | 56   |
| 8    | P      | Setúbal       | 52   |
| 9    | M      | Valletta      | 51   |